# Gonzaga

Gonzaga: Von Gold und Schwarz fünffach geteilt

Gonzaga war der Familienname der Herzöge von Mantua, eines der bekanntesten italienischen Adelsgeschlechter.
Seit 1328 regierten sie, sanktioniert durch das kaiserliche Vikariat, zunächst als Capitano del Popolo und de facto als Herrn von Mantua, seit 1433 als Markgrafen und seit 1530 als Herzöge. Das Herzogtum war ein reichsunmittelbares Territorium in Reichsitalien. Die Herzöge vertraten die Interessen der Habsburger Kaiser. Der Mantuaner Hauptstamm erlosch 1627, was einen Erbfolgekrieg zwischen dem Kaiser und Frankreich auslöste. Die mit französischer Hilfe in Mantua nachfolgende Gonzaga-Linie der Herzöge von Nevers und Rethel verlor jedoch 1708 im Spanischen Erbfolgekrieg ihre Herrschaft an die Habsburger und erlosch unmittelbar danach. Nebenlinien bestanden noch länger, eine davon existiert bis heute.

## Familiengeschichte
Die Gonzaga sind unter dem Namen Corradi di Gonzaga seit dem 12. Jahrhundert als Lehnsnehmer der Grafen von Casaloldo auf der Burg Gonzaga bei Mantua nachgewiesen. Seit 1280 gehörten ihnen auch Burg und Stadt Novellara. 
Luigi I. Gonzaga kam am 16. August 1328 durch eine Verschwörung und Schlacht gegen seinen Verwandten Rinaldo dei Bonacolsi in Mantua an die Macht, welches seit 1276 von der Familie Bonacolsi beherrscht worden war. 1329 ernannte Kaiser Ludwig IV. ihn zum Reichsvikar. Seither regierten die Gonzaga bis 1708 in Mantua. 

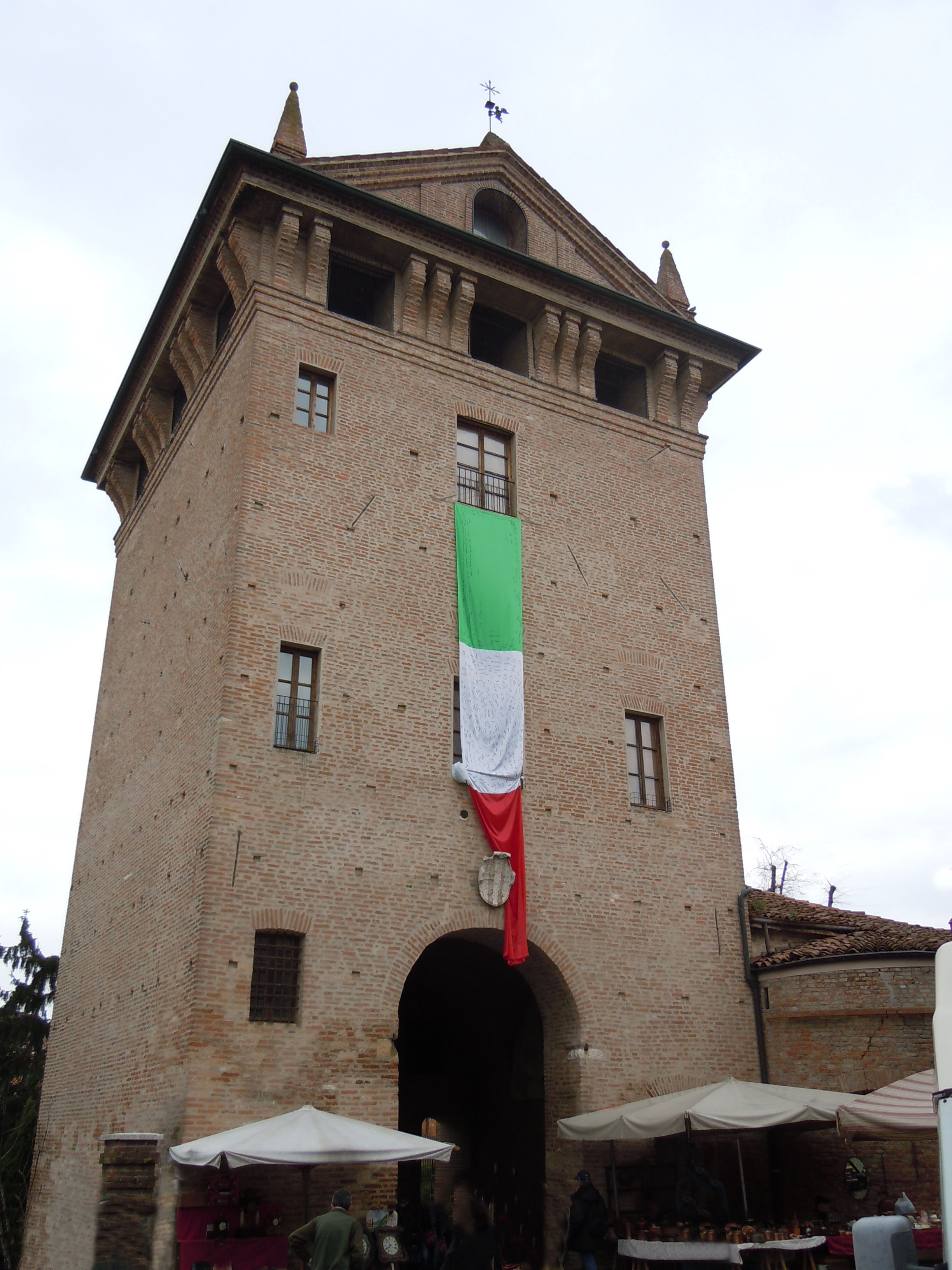
Turm der Burg in Gonzaga
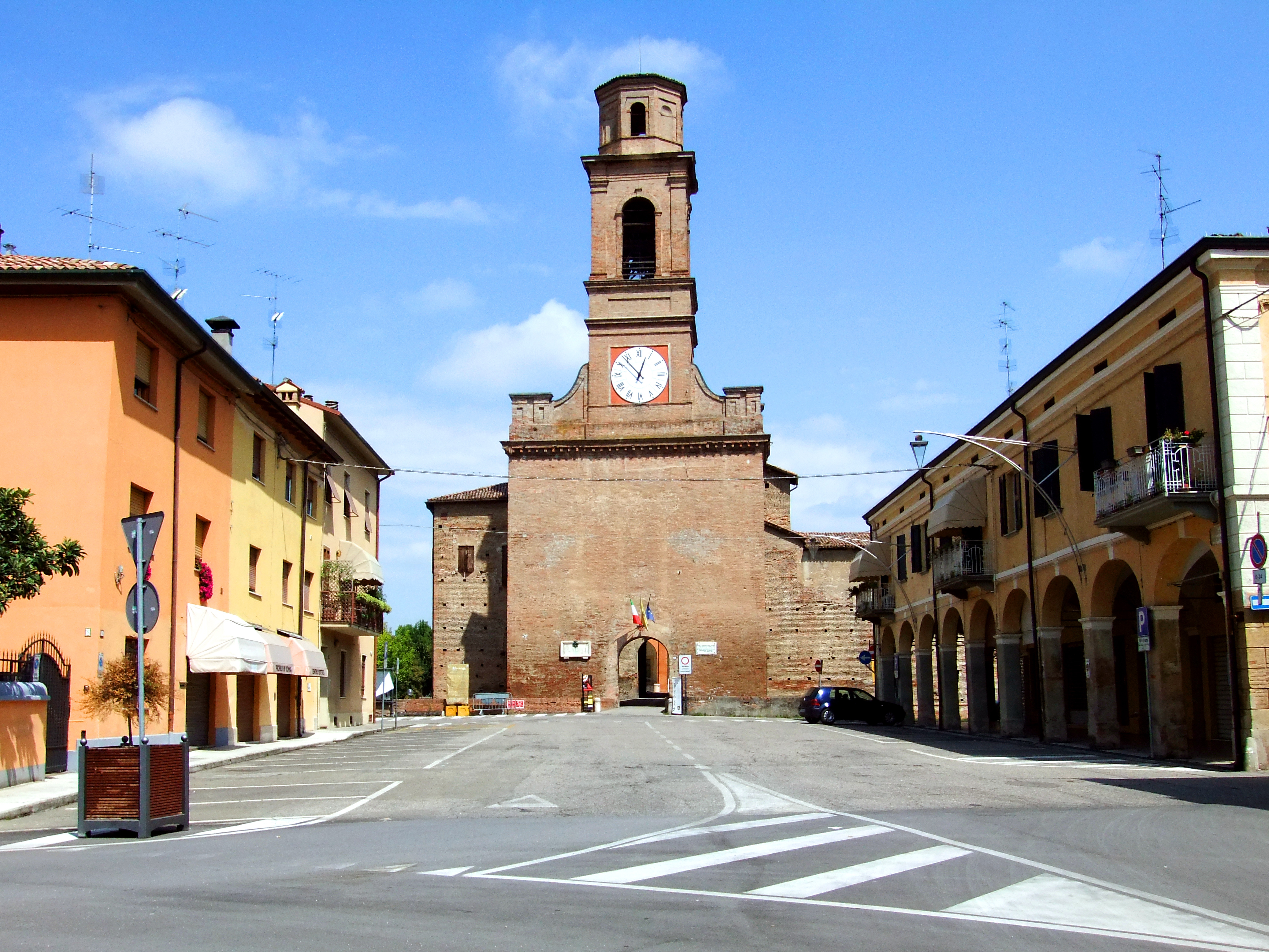
Turm der Burg in Novellara
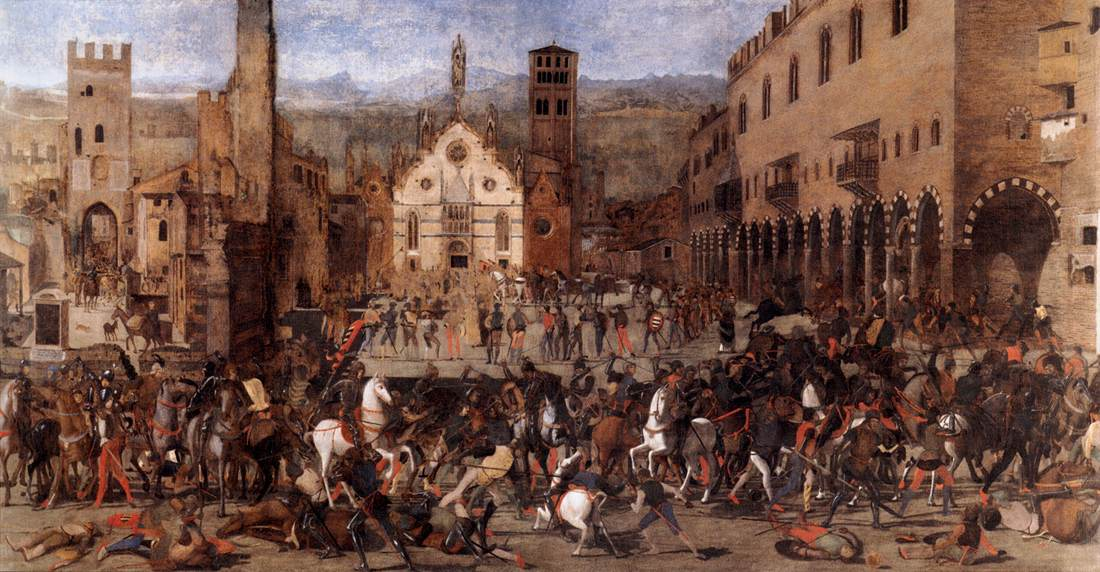
Der Fall der Bonacolsi am 16. August 1328 (von Domenico Morone, 1494)

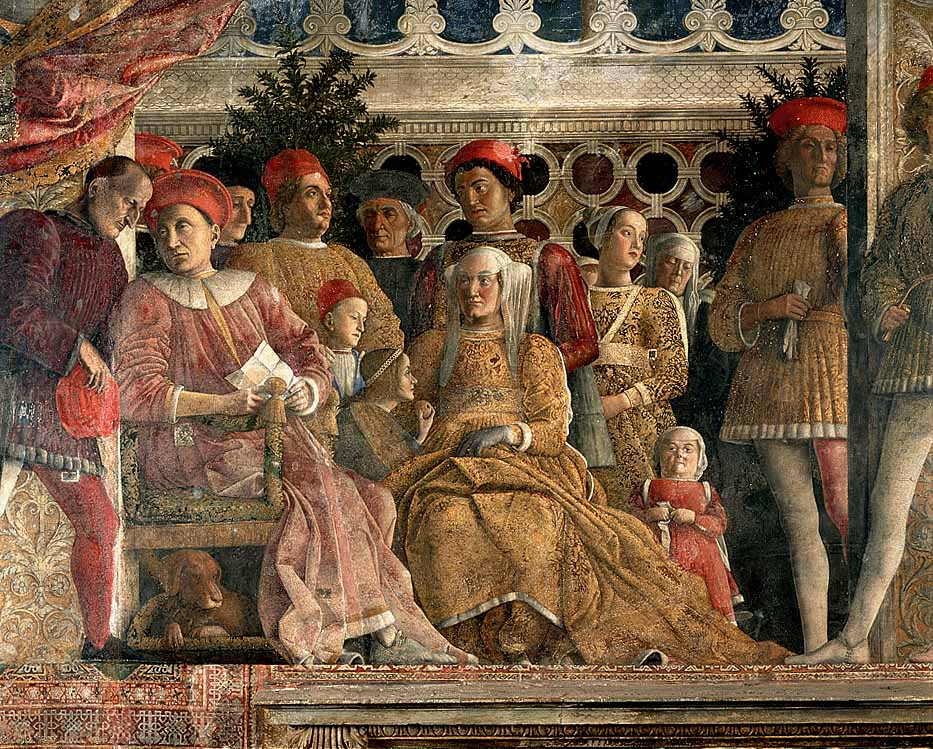
Ludovico III. Gonzaga und Barbara von Brandenburg mit ihren Kindern, Fresko von Andrea Mantegna im Castello di San Giorgio, Mantua, um 1470

1433 erkaufte sich Gianfrancesco I. Gonzaga von Kaiser Sigismund den erblichen Titel eines Markgrafen (Marchese) und 1530 wurde Federico II. zum Herzog von Mantua erhoben. Ludovico III. Gonzaga heiratete 1433 Barbara von Brandenburg, sein Sohn Federico I. Gonzaga 1463 Margarete von Bayern. 1460 wurde Andrea Mantegna Hofmaler in Mantua. 1536 erhielt die Familie die Markgrafschaft Montferrat (Monferrato) durch Heirat, 1539 die Grafschaft Guastalla durch Kauf, und erreichte damit den Höhepunkt ihrer politischen und kulturellen Bedeutung. Politisch lehnte sie sich an die Habsburger an und vertrat deren Interessen im komplizierten oberitalienischen Spiel der Mächte Savoyen, Mailand, Parma und Venedig.

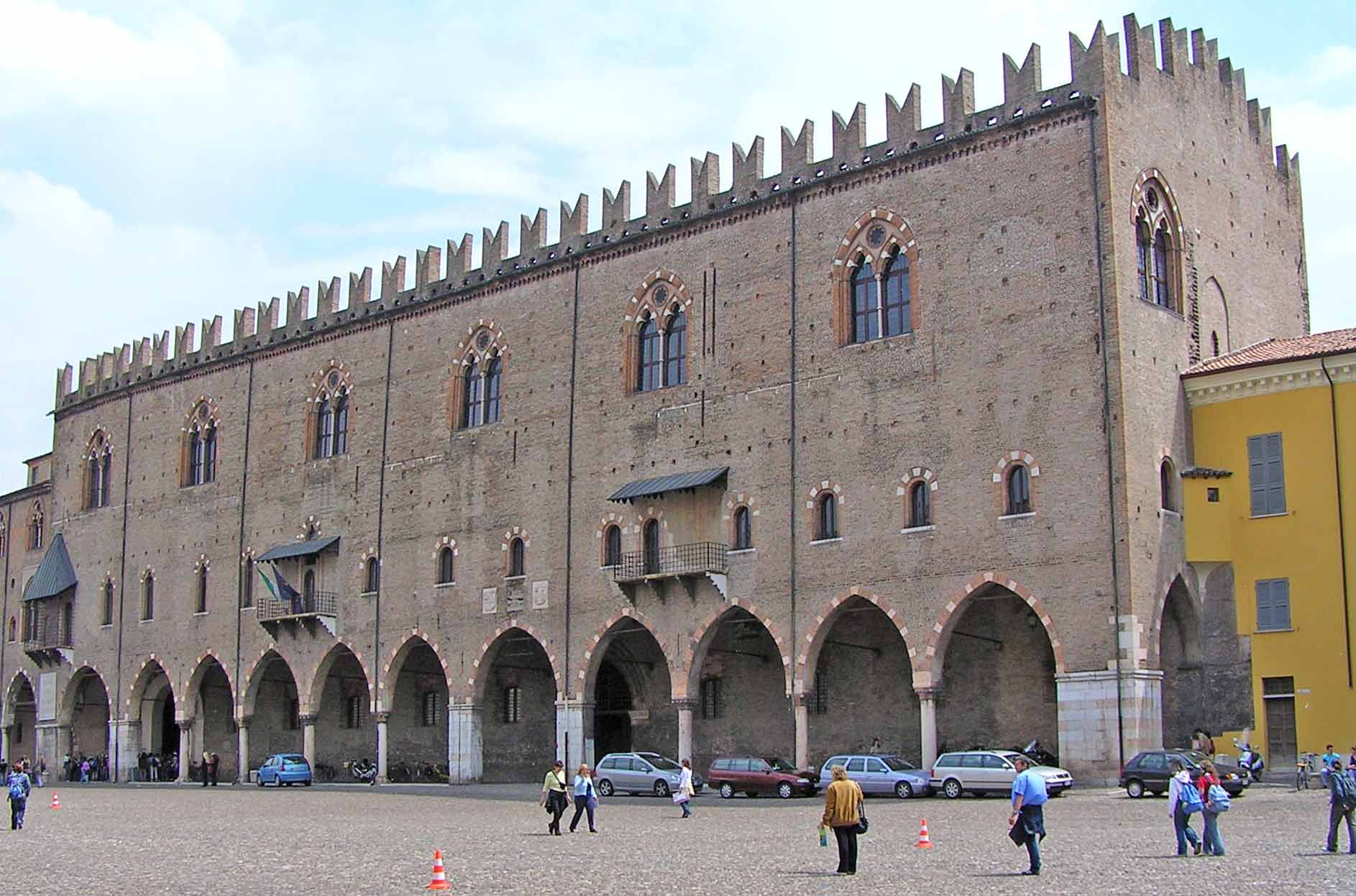
Palazzo Ducale, Frontseite
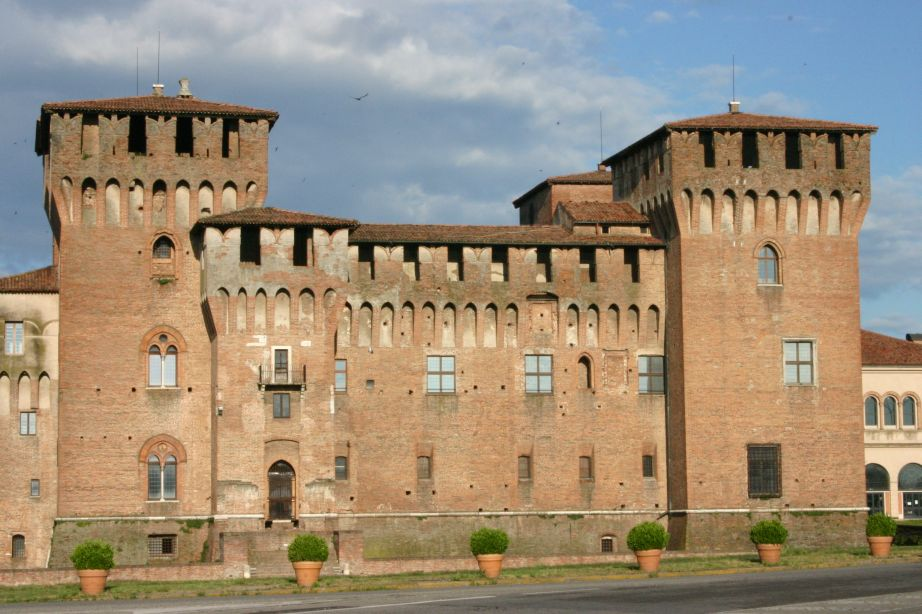
Castello di San Giorgio, einst als imposanter Wehrbau errichtet und später in den Palazzo Ducale integriert

Der Hauptstamm erlosch 1627, was den Mantuanischen Erbfolgekrieg auslöste. Der Kaiser versuchte, Mantua als erledigtes Reichslehen einzuziehen, doch erhielt am Ende des Krieges der Herzog von Nevers und Rethel aus einer jüngeren, französischen Linie der Gonzaga auch das Herzogtum Mantua. Frankreich hatte zu seinen Gunsten eingegriffen und der Kaiser brauchte seine Truppen für andere Schauplätze im Dreißigjährigen Krieg. Nevers und Rethel wurden 1659 an den Kardinal Mazarin verkauft. Das Herzogtum Mantua erlitt im Verlauf des Erbfolgekrieges einen Verlust von Dreiviertel der Einwohner und völlig zerrüttete Staatsfinanzen. Bereits in den 1680er Jahren musste das Herzogtum das strategisch wichtige Casale an Frankreich verkaufen.
Erst der Spanische Erbfolgekrieg (1701–1714) beendete die Auseinandersetzung dann im Sinne des Kaisers Leopold I. Der letzte Herzog, Ferdinando Carlo von Gonzaga-Nevers, Herzog von Mantua und Montferrat, hatte sich auf die französische Seite gestellt, was dem Kaiser Anlass bot, das Herzogtum – ein Fahnlehen des Heiligen Römischen Reiches – wegen grober Untreue gegenüber dem Lehnsherrn am 30. Juni 1708 einzuziehen. Das Gebiet wurde mit dem bereits habsburgischen Herzogtum Mailand vereinigt. Der Rest von Montferrat fiel an Savoyen. Der letzte Herzog Carlo IV. (1665–1708) starb wenige Tage später. Er hatte aus zwei Ehen keine legitimen Kinder, jedoch sechs Bastarde, mit denen die Linie erlosch.
Auch die meisten Nebenlinien der Gonzaga starben im 18. Jahrhundert aus: Die Fürsten von Bozzolo 1703, die Grafen von Novellara 1728, die Herzöge von Guastalla 1746, die Markgrafen von Luzzara 1794. Nur eine Seitenlinie der Fürsten von Vescovato, Nachkommen von Giovanni Gonzaga (1474–1525), besteht noch heute (siehe unten).

## Persönlichkeiten

### Regenten

#### Die Herrschaft Mantua

Wappen der Herzöge von Mantua

Die Regenten Mantuas aus der Familie Gonzaga waren:
1. Luigi I. (Herr von Mantua 1328–1360)
2. Guido (1360–1369)
3. Luigi II. (1369–1382)
4. Francesco I. (1382–1407)
5. Gianfrancesco I. (1407–1444, Markgraf von Mantua seit 1433)
6. Ludovico III. genannt „Luigi il Turco“ (1444–1478)
7. Federico I. (1478–1484)
8. Francesco II. (1484–1519)
9. Federico II. (1519–1540, Herzog von Mantua 1530)
10. Francesco III. (1540–1550)
11. Guglielmo (1538–1587)
12. Vincenzo I. (1587–1612)
13. Francesco IV. (1612)
14. Ferdinando (1612–1626)
15. Vincenzo II. (1626–1627)

Das Herzogtum Mantua fiel anschließend an die jüngere Linie Gonzaga-Nevers:
1. Carlo I. (1630–1637), Herzog von Nevers und Rethel
2. Carlo III. (1637–1665), Herzog von Nevers und Rethel bis 1659
3. Carlo IV. (1665–1708)

1708 wurde Mantua in der Folge des Spanischen Erbfolgekrieges von den Habsburgern übernommen.

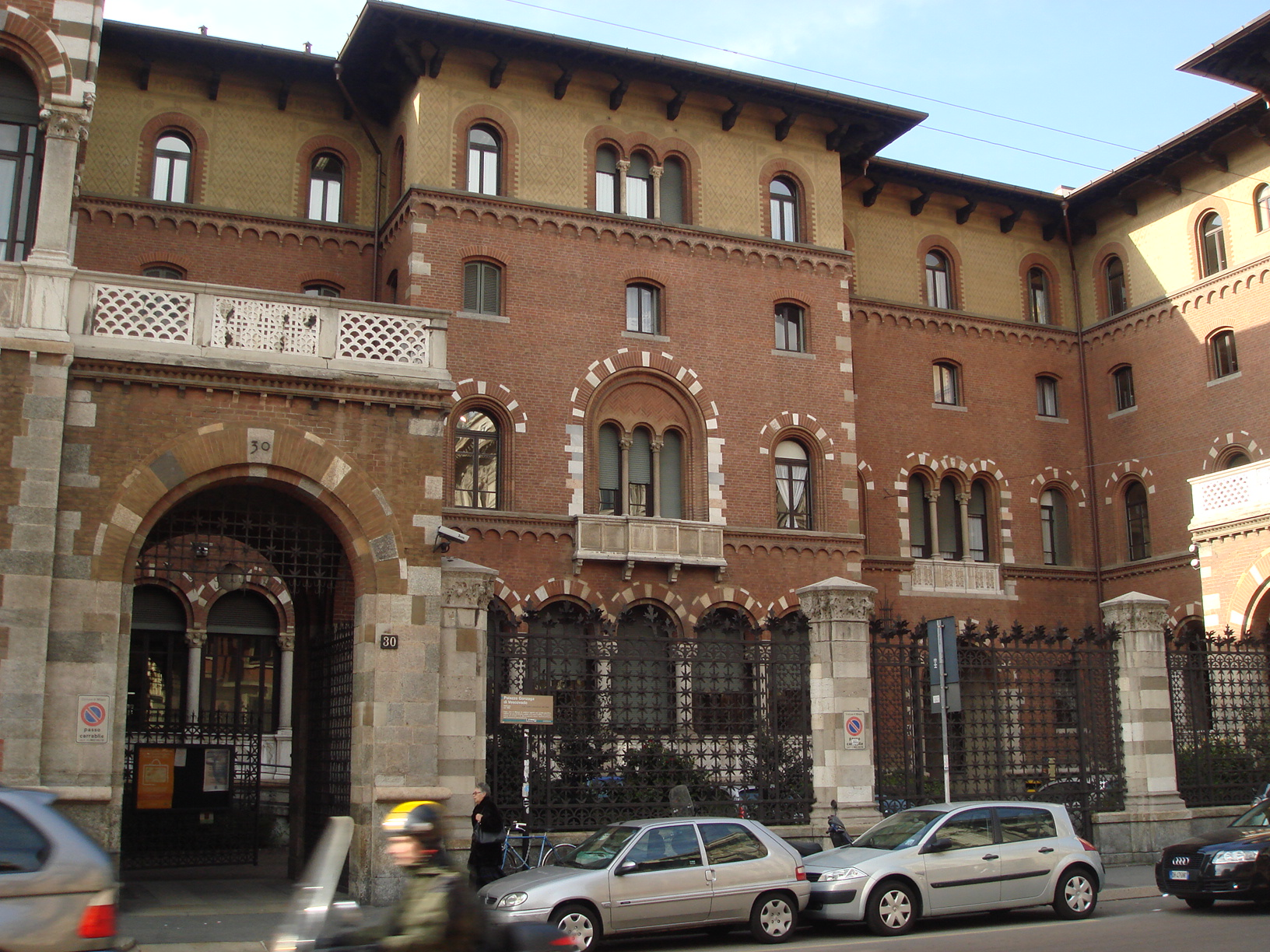
Palazzo Gonzaga di Vescovado in Mailand

Bis heute blüht noch eine Seitenlinie, die Gonzaga di Vescovato, die vom jüngsten Sohn des Federico I. Gonzaga abstammen, Giovanni Gonzaga (1474–1525), der 1519 einen Teil der Herrschaft Vescovato (Lombardei) erwarb. 1559 wurden sie zu Markgrafen und 1593 zu Reichsfürsten erhoben. Zu dieser Linie gehörten die Generäle Maurizio Ferrante Gonzaga und Ferrante Vincenzo Gonzaga (1889–1943). Das letzte Oberhaupt der Linie, Don Corrado Alessandro Marchese Gonzaga, Principe del Sacro Romano Impero (1941–2021), trug (in Primogenitur) den Fürstentitel des Heiligen Römischen Reichs sowie die Titel Marchese Gonzaga, Conte di Villanova, Conte di Cassolnovo, Marchese del Vodice, Signore di Vescovato, Patrizio Veneto. Die Familie bewohnt ihren 1906 erbauten Palazzo in Mailand sowie das ererbte Schloss in Cavernago.

#### Die Herzogtümer Nevers und Rethel
Die Herzogtümer Nevers und Rethel in Zentralfrankreich kamen durch die Ehe Luigi Gonzagas mit Henriette von Kleve, der Tochter des Herzogs Franz I. von Nevers, in die Familie. Die Regenten von Nevers und Rethel aus der Familie Gonzaga waren:
1. Luigi (1566–1595)

Wappen der Gonzaga de Nevers

2. Carlo I. (1595–1637, ab 1631 auch Herzog von Mantua, siehe oben)
3. Francesco († 1622 als Herzog von Rethel)
4. Carlo II. († 1631 als Herzog von Rethel)
5. Carlo III. (1637–1659)

Die Herzogtümer Nevers und Rethel wurden 1659 von Carlo III. an den Kardinal Mazarin verkauft. Sein Sohn Carlo IV. regierte noch bis 1708 das Herzogtum Mantua.

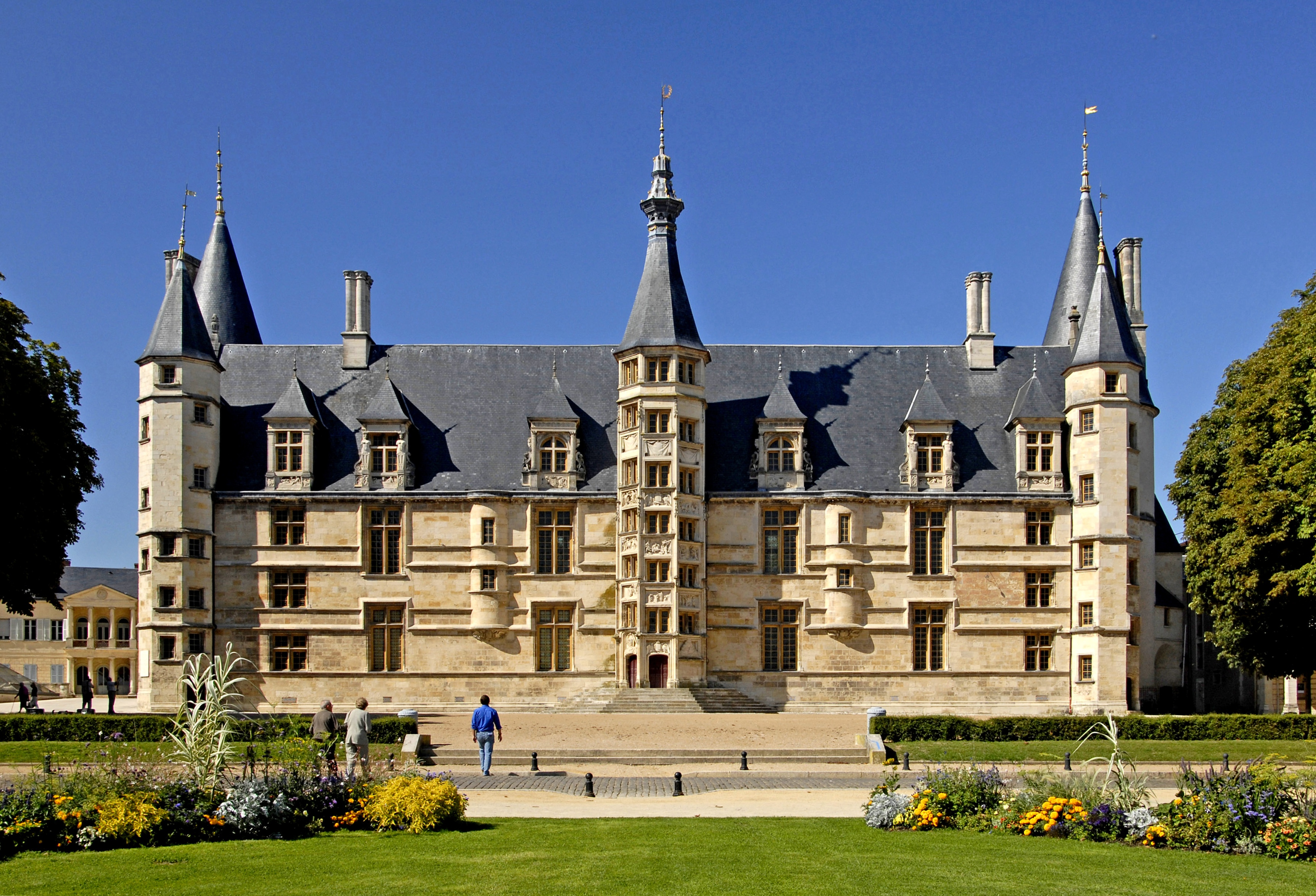
Herzogspalast in Nevers
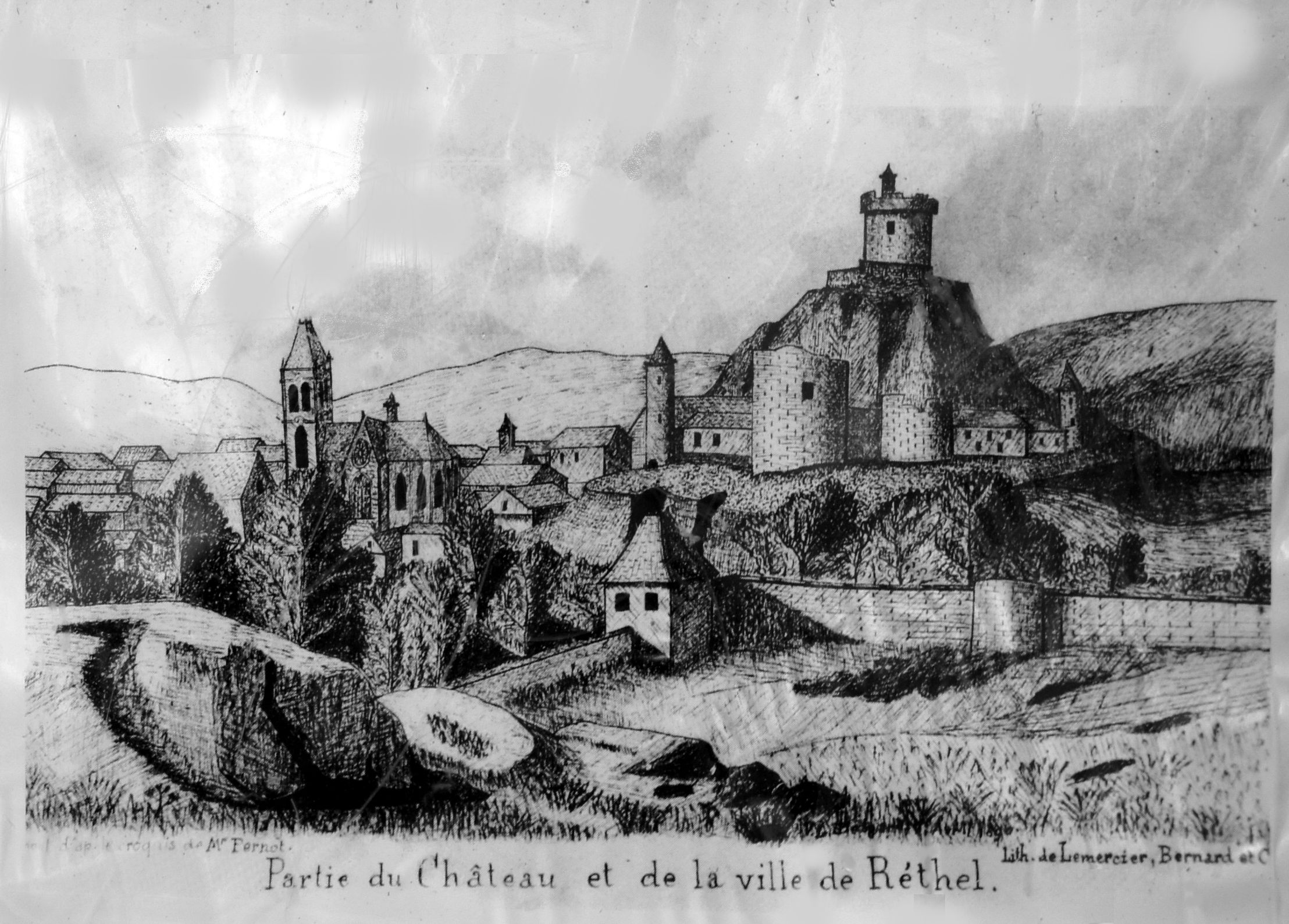
Stadt und Burg Rethel

#### Die Herrschaft Guastalla

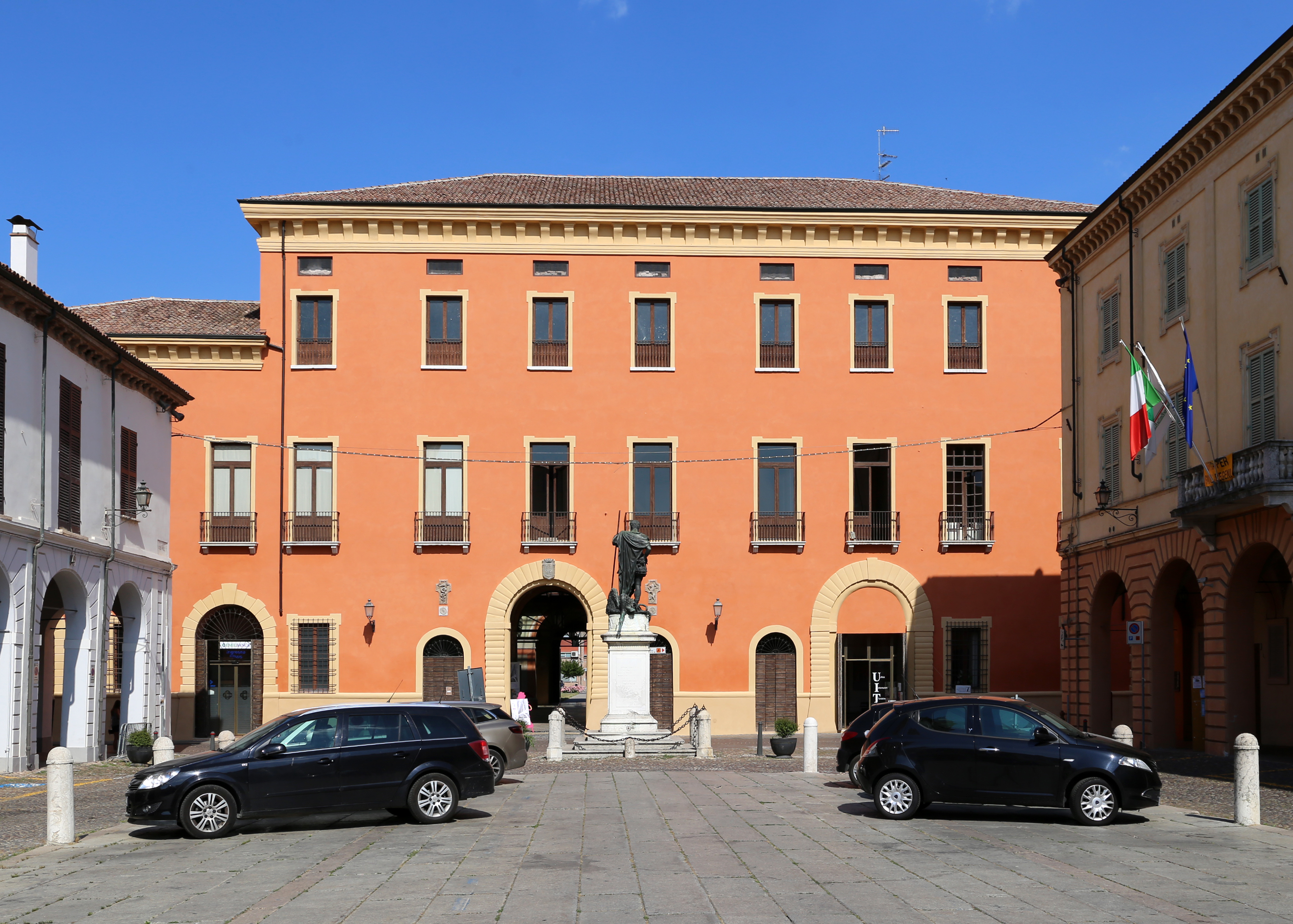
Palazzo Ducale in Guastalla

Die Regenten Guastallas aus der Familie Gonzaga waren:
1. Ferrante I. (Graf von Guastalla 1539–1557); Feldherr des Kaisers Karl V., 1536–1546 Vizekönig von Sizilien, 1546–1555 Gouverneur von Mailand.
2. Cesare I. (1557–1575, auch Herzog von Amalfi)
3. Ferrante II. (1575–1630, 1621 Herzog von Guastalla)
4. Cesare II. (1632–1632)
5. Ferrante III. (1632–1678)
6. Vincenzo (1692–1714)
7. Antonio Ferrante (1714–1729)
8. Giuseppe (1729–1746)

Guastalla fällt an die Habsburger und wird mit dem Herzogtum Parma und Piacenza vereinigt.

#### Die Herrschaft Montferrat (Monferrato)

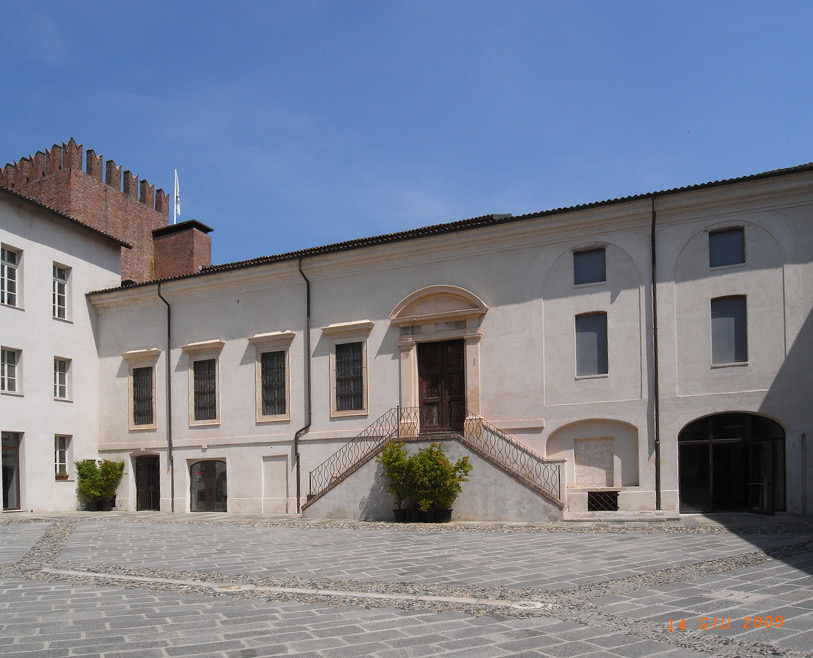
Schloss Casale Monferrato

Die zum Herzogtum erhobene Markgrafschaft Montferrat kam 1533 durch die Ehe des Herzogs Federico II. von Mantua mit Margarete, der Tochter des Wilhelm XI. von Montferrat an die Gonzaga. Die Regenten Montferrats aus der Familie Gonzaga waren:
1. Federico II. (1533–1540)
2. Francesco III. (1540–1550)
3. Guglielmo (1550–1587)
4. Vincenzo I. (1587–1612)
5. Francesco IV. (1612)
6. Ferdinando (1612–1626)
7. Vincenzo II. (1626–1627)
8. Carlo I. (1627–1637), Herzog von Nevers und Rethel, ab 1631 auch von Mantua
9. Carlo III. (1637–1665), Herzog von Nevers und Rethel bis 1659, Herzog von Mantua,
10. Carlo IV. (1665–1708), Herzog von Mantua

Carlo IV. verkaufte Montferrat 1681 an Ludwig XIV. von Frankreich. Montferrat fiel 1708 ganz an Savoyen, das bereits im Mantuanischen Erbfolgekrieg 1631 Teile erhalten hatte.

### Weitere Gonzaga

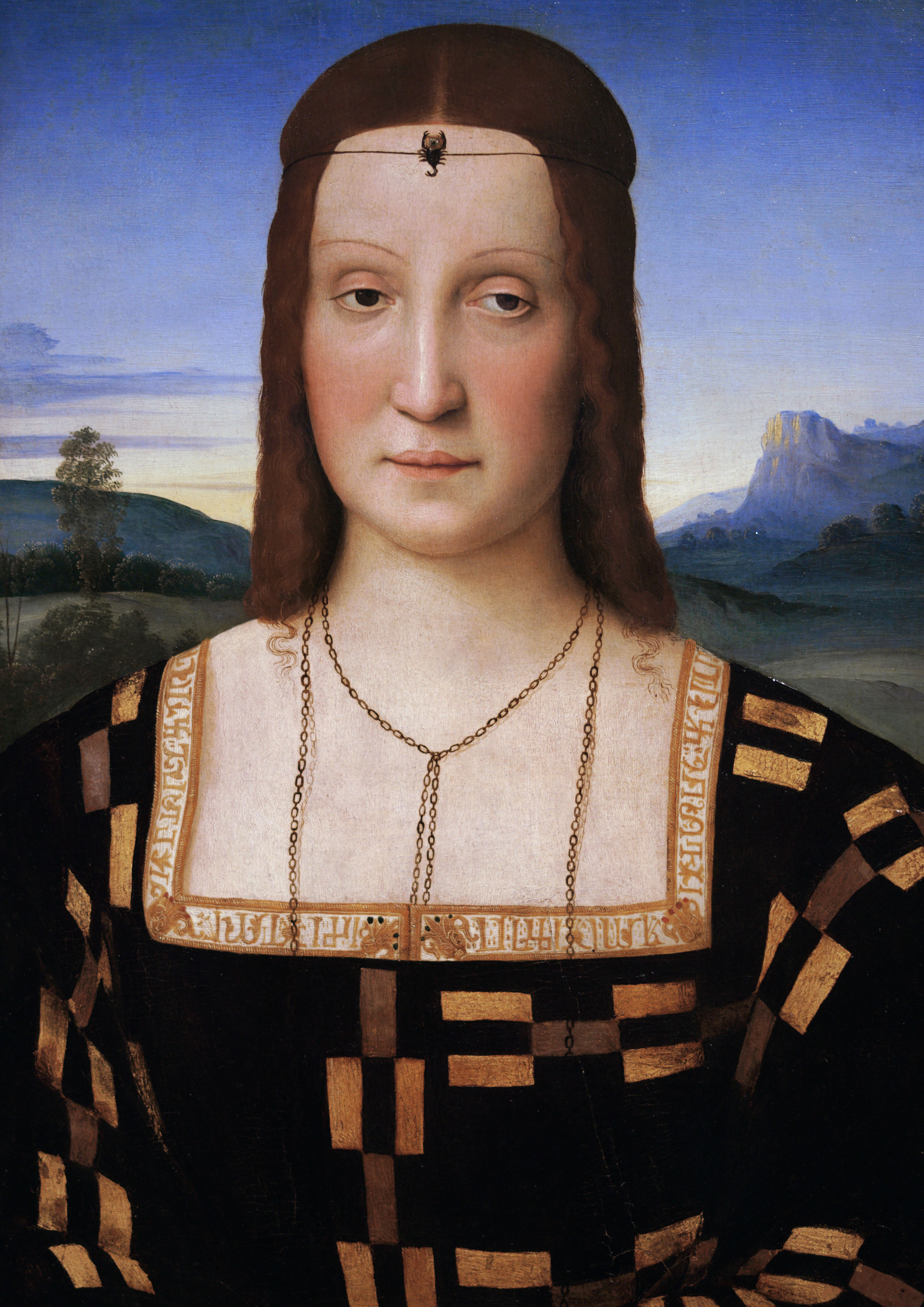
Elisabetta Gonzaga (1471–1526), Herzogin von Urbino (von Raffael um 1405)

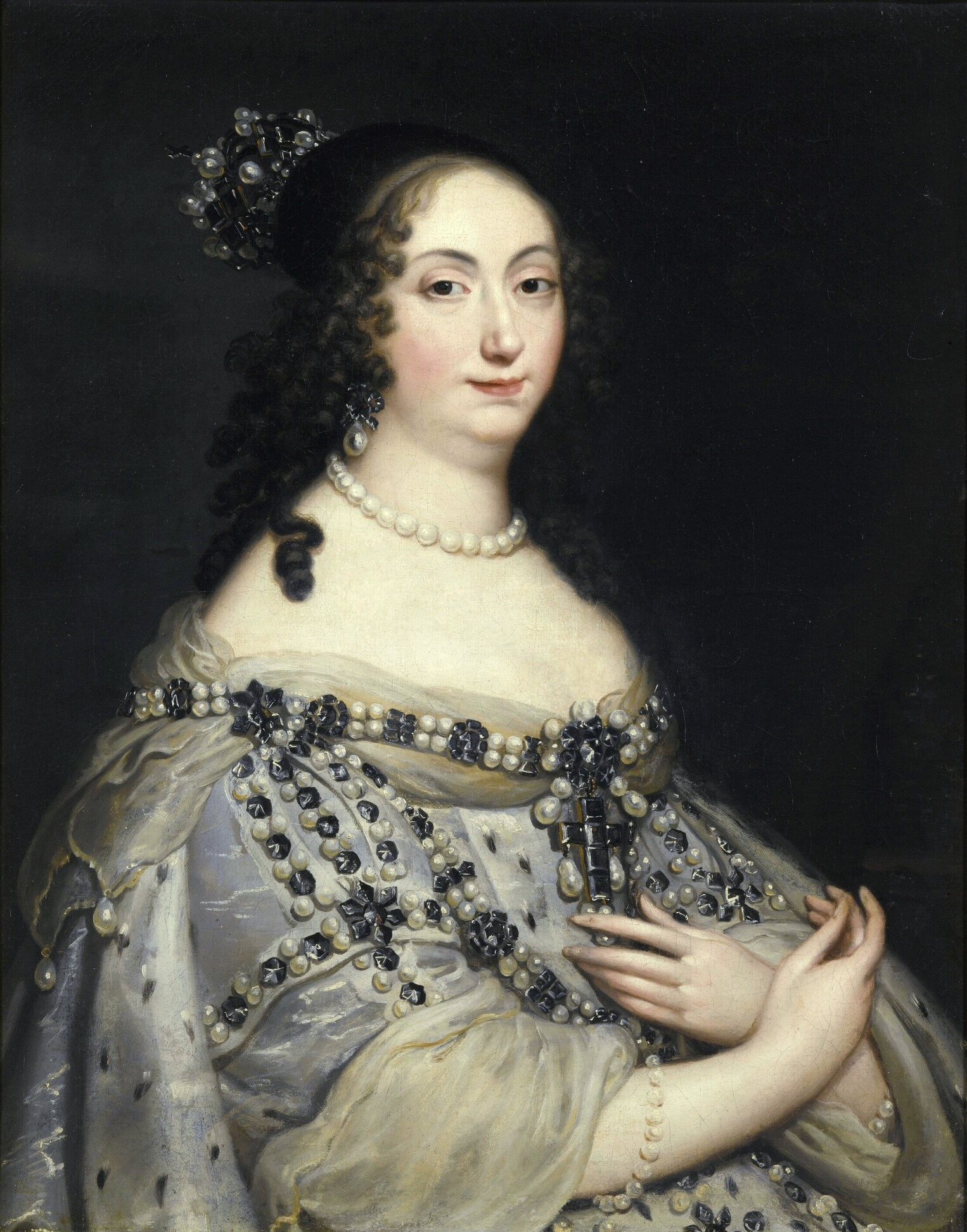
Luisa Maria Gonzaga (1611–1667), Königin von Polen

- Aloisius von Gonzaga (1568–1591), Jesuit, 1726 heiliggesprochen, Schutzpatron der Stadt Mantua
- Anna Gonzaga (1616–1684), durch ihre Heirat ab 1645 Prinzessin von der Pfalz
- Annibale Gonzaga (1602–1668), Kommandant der Stadt Wien, Feldmarschall und Hofkriegsratspräsident
- Barbara Gonzaga (1455–1503), durch ihre Ehe mit Eberhard I. erste Herzogin von Württemberg
- Camillo Gonzaga (1600–1658), kaiserlicher, mantuanischer und venezianischer General
- Camillo II. Gonzaga di Novellara (1581–1650), Graf von Novellara
- Eleonora Gonzaga della Rovere (1493–1550), durch ihre Ehe mit Francesco Maria I. della Rovere Herzogin von Urbino
- Elisabetta Gonzaga (1471–1526), durch ihre Ehe mit Guidobaldo da Montefeltro Herzogin von Urbino
- Ercole Gonzaga (1505–1563), Kardinal, päpstlicher Legat auf dem Tridentinum, Bischof von Mantua, Regent des Herzogtums Mantua
- Ferdinando I. Gonzaga di Castiglione (Ferrante Gonzaga; 1544–1586)
- Francesco Gonzaga (Bischof) CR (1588/89–1673), Sohn des Grafen Vincenzo I. Gonzaga sowie Bischof von Cariati–Cerenzia und Nola
- Francesco II. Gonzaga (Kardinal) (1538–1566), Sohn des Grafen Ferrante I. Gonzaga von Guastalla und seit 1561 Kardinal
- Giovanni Vincenzo Gonzaga (1540–1591), Sohn des Grafen Ferrante I. Gonzaga von Guastalla und seit 1578 Kardinal
- Ludovico Gonzaga (1460–1511), Sohn des Markgrafen Ludovico III. von Mantua und seit 1483 Bischof von Mantua
- Luisa Maria Gonzaga (1611–1667), durch ihre Ehen mit Władysław IV. Wasa und Johann II. Kasimir Königin von Polen und Großfürstin von Litauen
- Maria Gonzaga (1609–1660), Erbin und Regentin von Mantua und Montferrat
- Maurizio Ferrante Gonzaga (1861–1938), italienischer General
- Pirro Gonzaga (1505–1529), Sohn des Grafen Ludovico Gonzaga di Sabbioneta und seit 1528 Kardinal
- Rodolfo Gonzaga di Castiglione (1452–1495), Sohn des Markgrafen Ludovico III. von Mantua
- Scipione Gonzaga (1542–1593), Sohn des Grafen Cesare I. Gonzaga von Guastalla und Kardinal
- Vespasiano Gonzaga (1531–1591), ⚭ Anna d'Aragon (2. Ehe), Erbauer der ital. Renaissance- und Idealstadt Sabbioneta südwestlich von Mantua

Aus zwei Familien von Mantuaner Hofbeamten, die – ohne verwandt zu sein – 1506 (Familie Guerrieri) bzw. 1518 (Familie Valenti) von Francesco II. ehrenhalber den Beinamen Gonzaga verliehen bekommen hatten und die bald darauf den Adelstitel Marchese erhielten, stammten:
- Luigi Valenti Gonzaga (1725–1808), Kardinalbischof von Albano und Porto
- Silvio Valenti Gonzaga (1690–1756), Kardinalbischof von Sabina
- Cesare Guerrieri Gonzaga (1749–1832), ab 1819 Kardinal

## Würdigungen und Nachbenennungen
Verschiedene katholische Institutionen sind nach Aloisius von Gonzaga benannt:
- Gonzaga University ist eine renommierte Privatuniversität in Spokane im Staate Washington, USA.
- Gonzaga College High School ist eine Jesuitenschule in Washington, D.C., USA.
- Gonzaga ist auch der Name einer exklusiven Schule in Irland, die viele führende Politiker, Akademiker und Unternehmer des modernen Irland zu ihren ehemaligen Schülern zählt.
- Die Gonzaga-Fanfare, das klingende Wappen der Familie Gonzaga, ist in der Eingangsmusik zu Claudio Monteverdis Marienvesper, seiner Oper L’Orfeo und als Erkennungsmelodie auf Radio France zu hören.